# Megaselia punctata
Megaselia punctata är en tvåvingeart som beskrevs av Bridarolli 1951. Megaselia punctata ingår i släktet Megaselia och familjen puckelflugor. Inga underarter finns listade i Catalogue of Life.